# Срђан Ђекановић
Срђан Ђекановић (Београд, 8. јануар 1983) je српско–канадски фудбалски голман. Од 2010. се бави тренерским послом.